# Sentier de grande randonnée 101

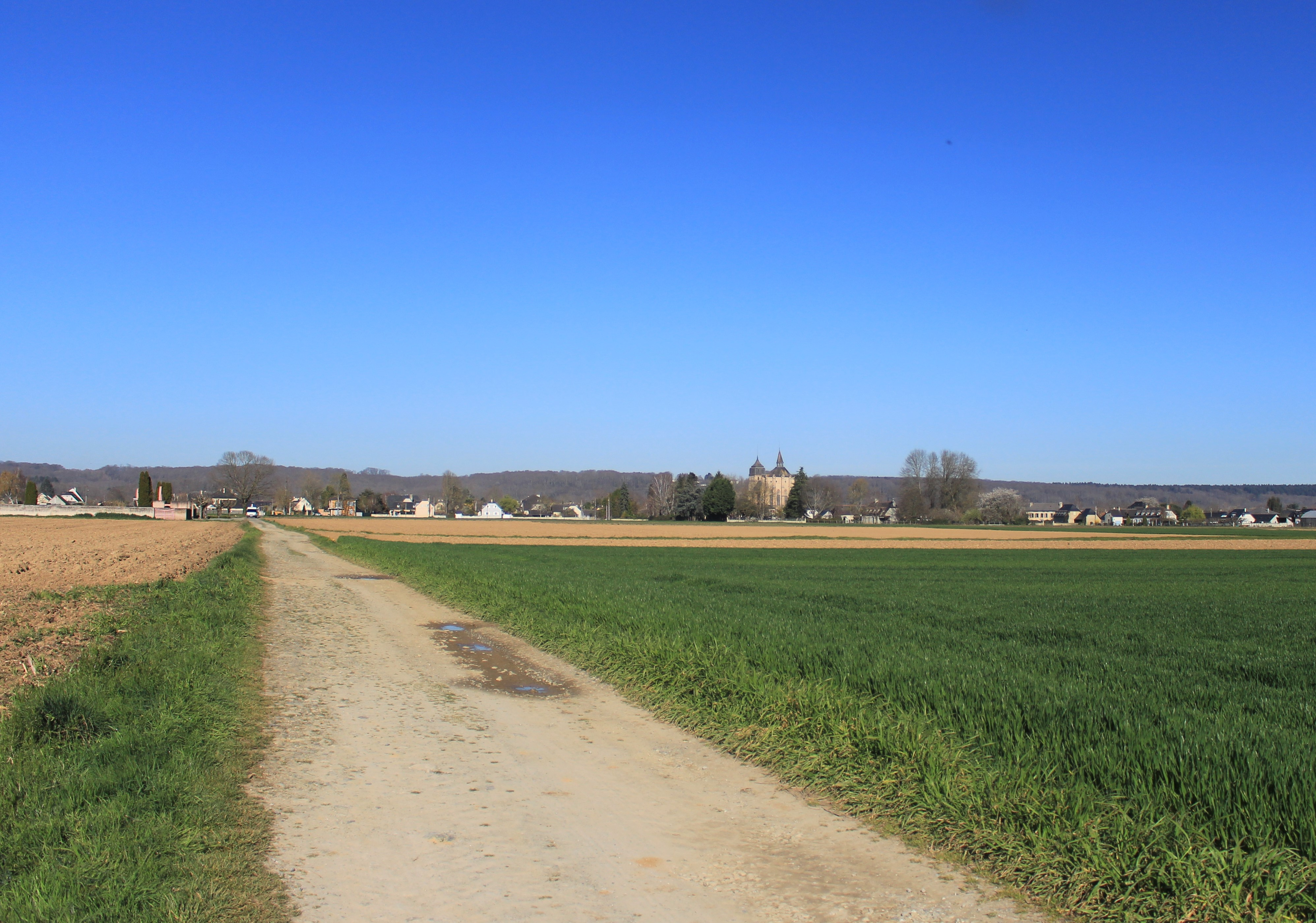
GR à Ibos.

Le sentier de grande randonnée 101 ou GR 101 ou Chemin de l'Ouest de Bigorre traverse le département des Hautes-Pyrénées du nord au sud. Les sentiers de grande randonnée ont été tracés en France par la Fédération française de randonnée pédestre.
Il relie le GR 653 à Maubourguet au GR 10 au col de Saucède.
Long d'environ 90 km, le parcours du chemin peut être fractionné grâce à diverses routes qui le croisent. Il est possible de l'arpenter à pied, à cheval ou à vélo dans la partie nord de la plaine.

## Situation
Le GR 101 est un itinéraire linéaire qui traverse le territoire de la Bigorre, dans les pays du val d'Adour, de Tarbes et de la Haute Bigorre  et des vallées des Gaves.
Il traverse les vallées de Batsurguère du Bergons, le val d'Azun et la réserve naturelle du Pibeste-Aoulhet.
Enclave de collines, forêts, petites communes, niveaux et vallées élevés, qui se situe entre la Rivière-Basse au nord et le massif du Gabizos au sud dans les Pyrénées françaises.

## Toponymie
Les sentiers de grande randonnée sont, en France, gérés par la fédération française de randonnée pédestre. Ils sont numérotés et l'usage est de les nommer avec « GR » (pour grande randonnée) suivi du numéro : ici, GR 101.

## Tracé
Tracé général : chemin de (91 kilomètres) dans les Pyrénées reliant la ville de Maubourguet et le col de Saucède en Hautes-Pyrénées. Il passe notamment par le Cap d'Aout (1 597 m) point culminant du circuit avec un dénivelé de 2 765 mètres. Le trajet total dure 5 jours.
Le GR 101 est marqué sur le terrain par un balisage de deux traits de peinture horizontaux, un blanc et un rouge, selon les normes de la Charte officielle de balisage de la Fédération française de randonnée pédestre.

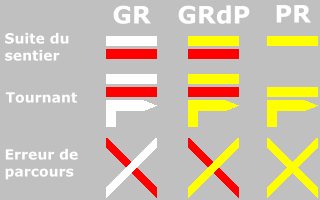
Balises des :
- GR : blanc et rouge

### Villages, lieux-dits et sites traversés

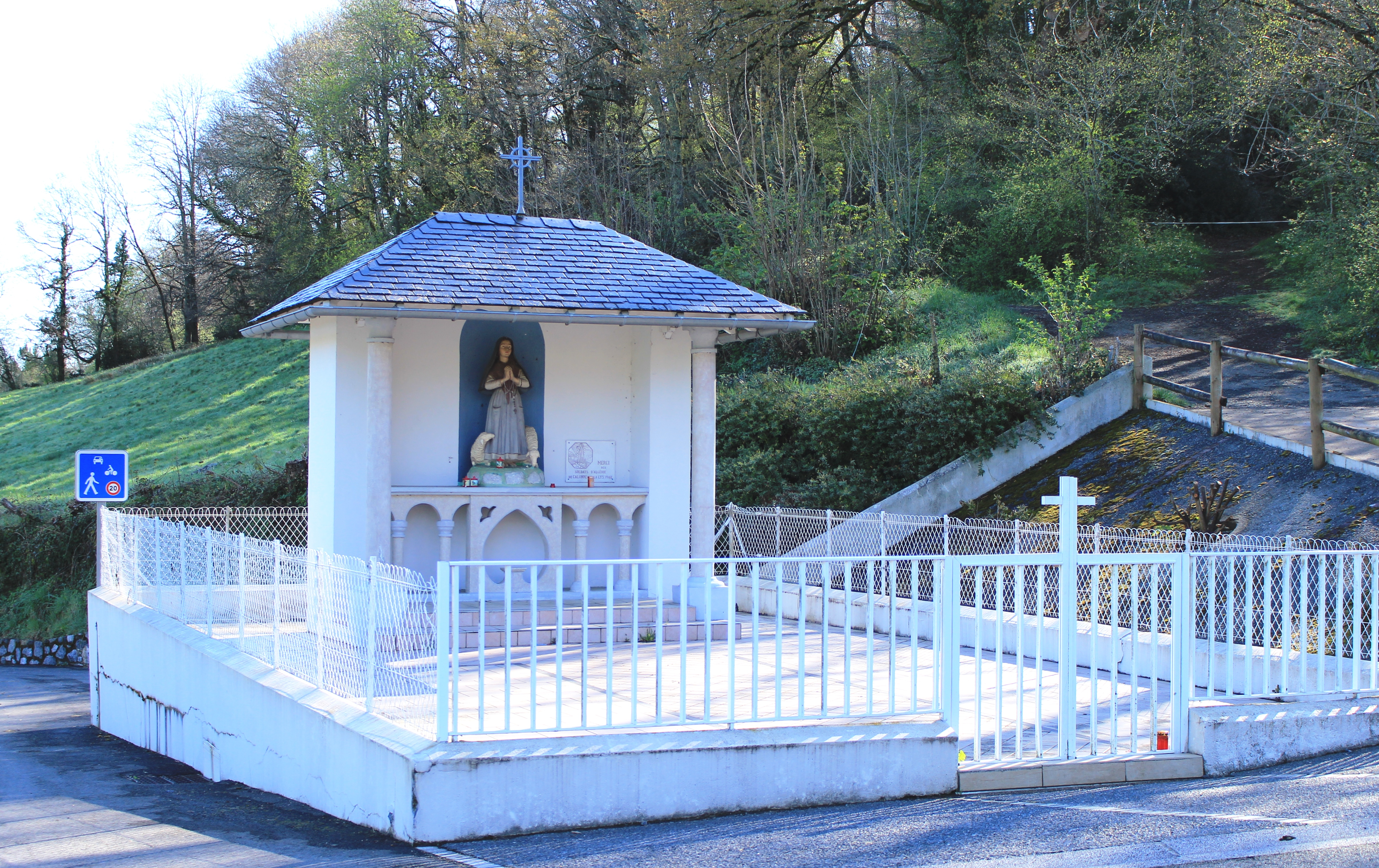
L'oratoire de Bernadette.

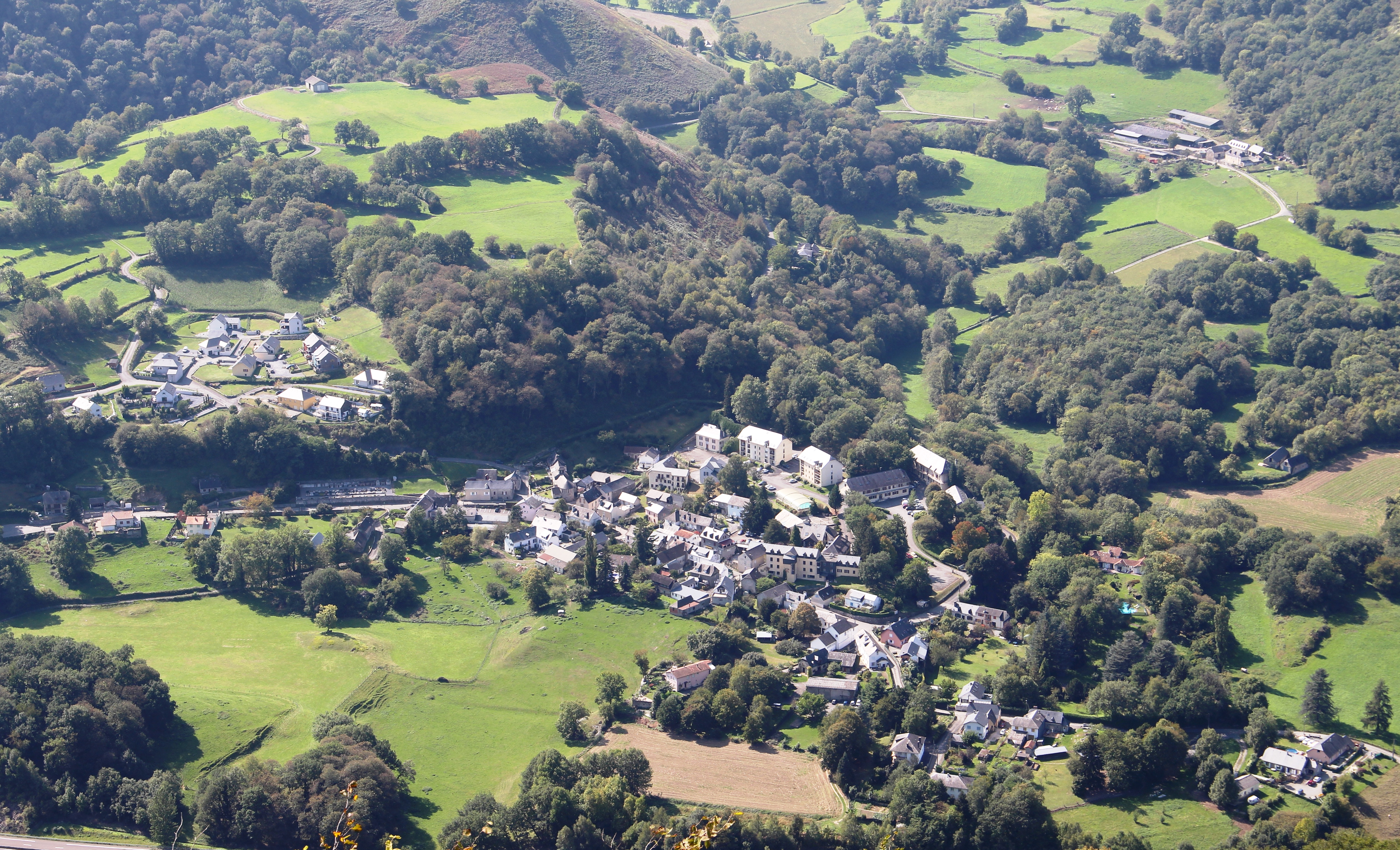
Aspin-en-Lavedan.

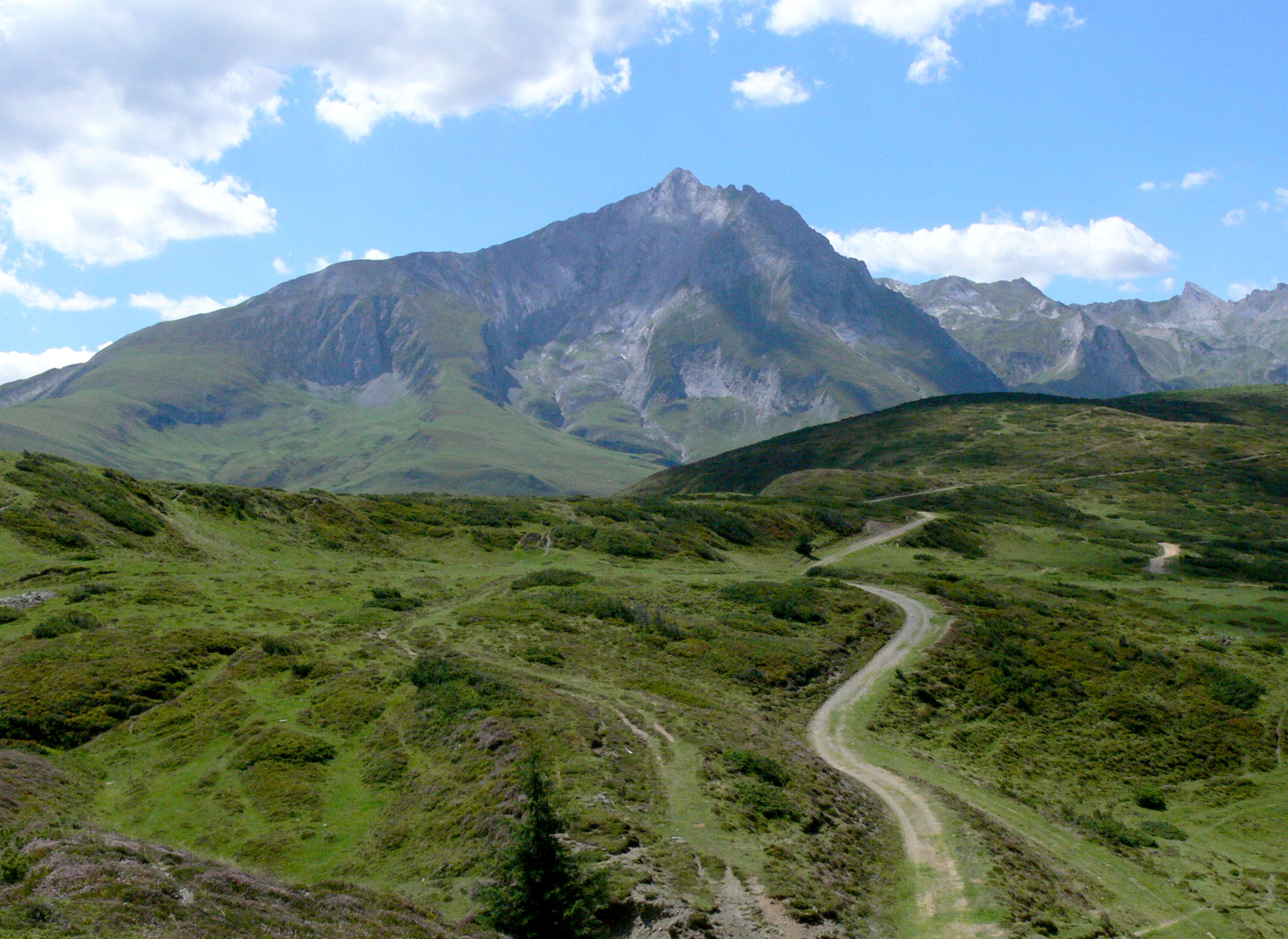
Col de Soulor.

Le chemin traverse dans l'ordre :
- Maubourguet
- Larreule
- Parrabère
- Abbaye Saint-Orens de Larreule
- Bois de Labarthe
- Prieuré de Saint-Lézer
- Siarrouy
- Gayan
- Lagarde
- Abbaye Notre-Dame de l'Espérance de Tarasteix
- Malartic
- Bois du Commandeur
- Collégiale Saint-Laurent d'Ibos
- Azereix
- Camp de Ger
- Forêt de Phéline
- Dolmen du Pouey Mayou
- Menhir de Peyre Hicade
- Bartrès
- L'oratoire de Bernadette
- Chemin Henri-IV
- Lourdes
- Sanctuaire de Lourdes
- Soum de Lanne
- Aspin-en-Lavedan
- Ségus
- Ossen
- Cap de la Serre
- Soum des Aguillous
- Forêt d'Arragnat
- Refuge du Haugarou
- Col de Bazès
- Col de Berbeillet
- Col de Soum
- Cap d'Aout
- Col de Soulor
- Col de Saucède

## Thématiques

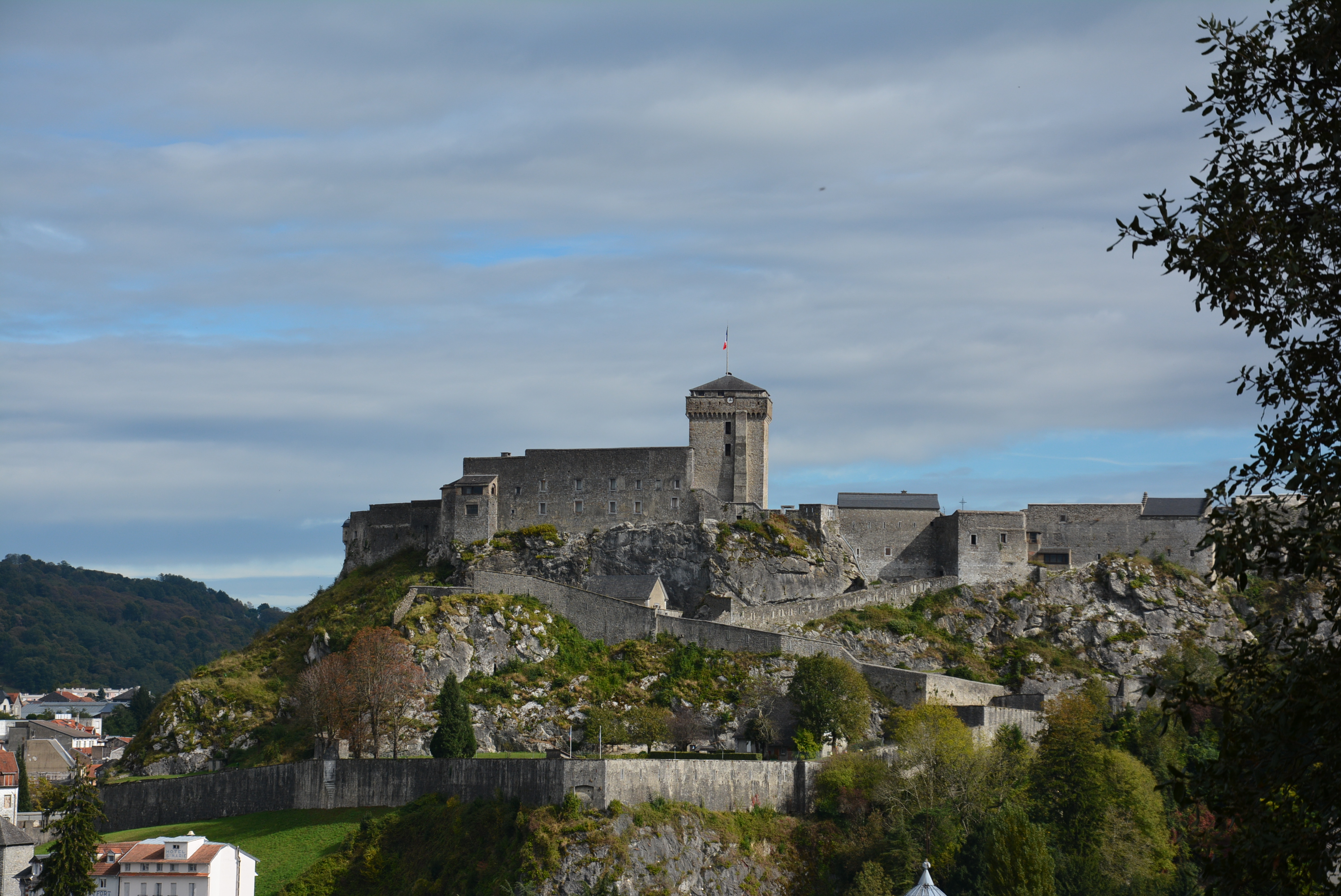
Le Château fort de Lourdes.

Le GR 101 traverse des lieux de patrimoine religieux en continuité de la Via Tolosana, un des quatre chemins en France du pèlerinage de Saint-Jacques-de-Compostelle.
Il prolonge le chemin de l'Ouest de Bigorre qui permet entre autres de visiter les sites du sanctuaire de Lourdes; Basilique de l'Immaculée-Conception, Basilique Notre-Dame-du-Rosaire, Basilique Saint-Pie-X, Église Sainte-Bernadette, Grotte de Massabielle, Chemin de croix des Espélugues.
En ce qui concerne les espaces naturels, la réserve naturelle du Pibeste-Aoulhet est sur le parcours.

## Points forts
Paysages, montagne, histoire, faune sauvage, chemin transfrontalier par ses extensions ; GR10 et GRT 22 et le port de la Peyre Saint-Martin.
Ce chemin se parcourt également pour la partie nord en plaine à cheval (tourisme équestre) ou en VTT.

### Patrimoine préhistorique

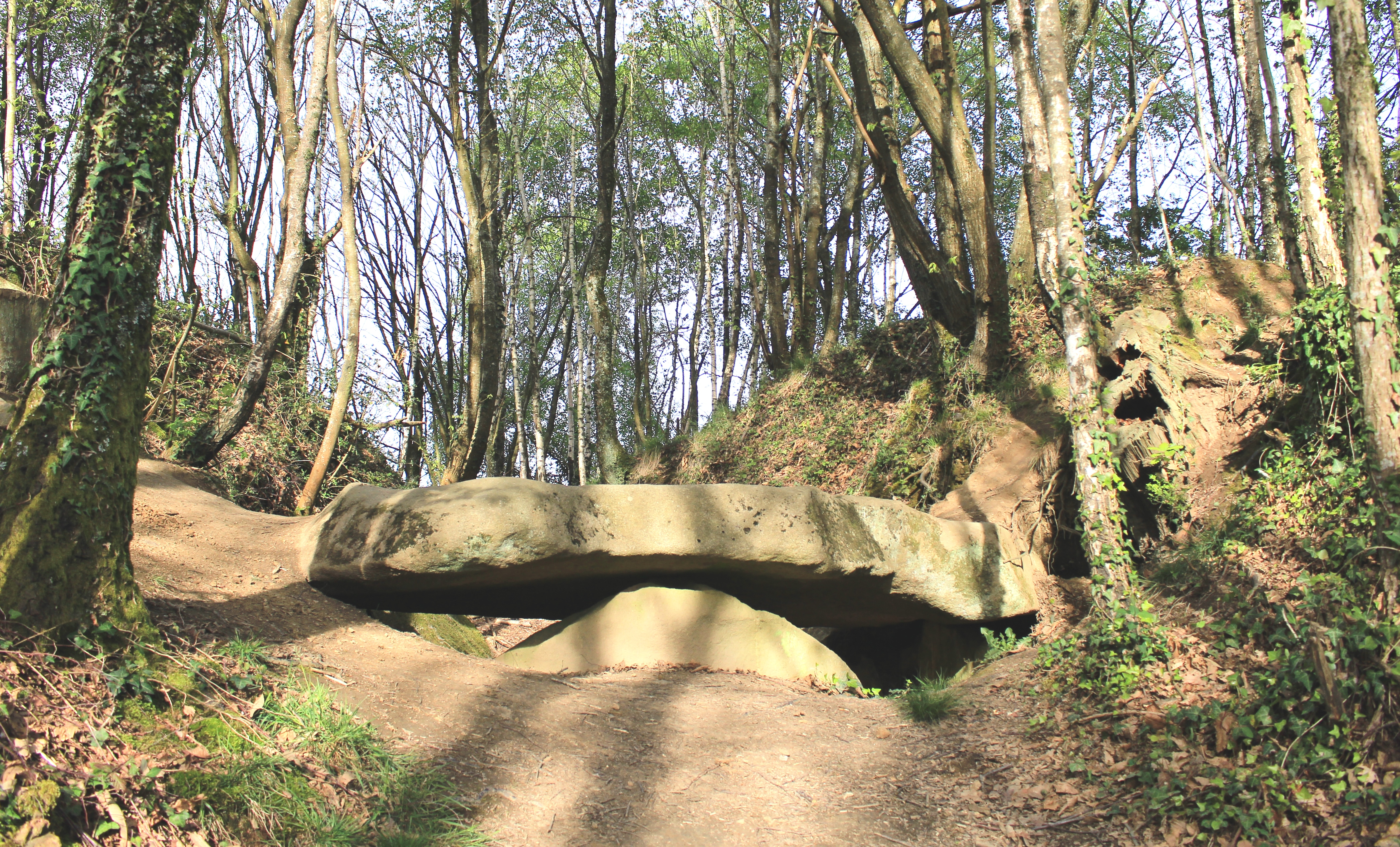
Dolmen du Pouey Mayou

- Dolmen du Pouey Mayou
- Menhir de Cap de la Serre
- Menhir de Peyre Hicade

### Patrimoine religieux
- Abbaye Saint-Orens de Larreule
- Prieuré de Saint-Lézer
- Abbaye Notre-Dame de l'Espérance de Tarasteix
- Collégiale Saint-Laurent d'Ibos

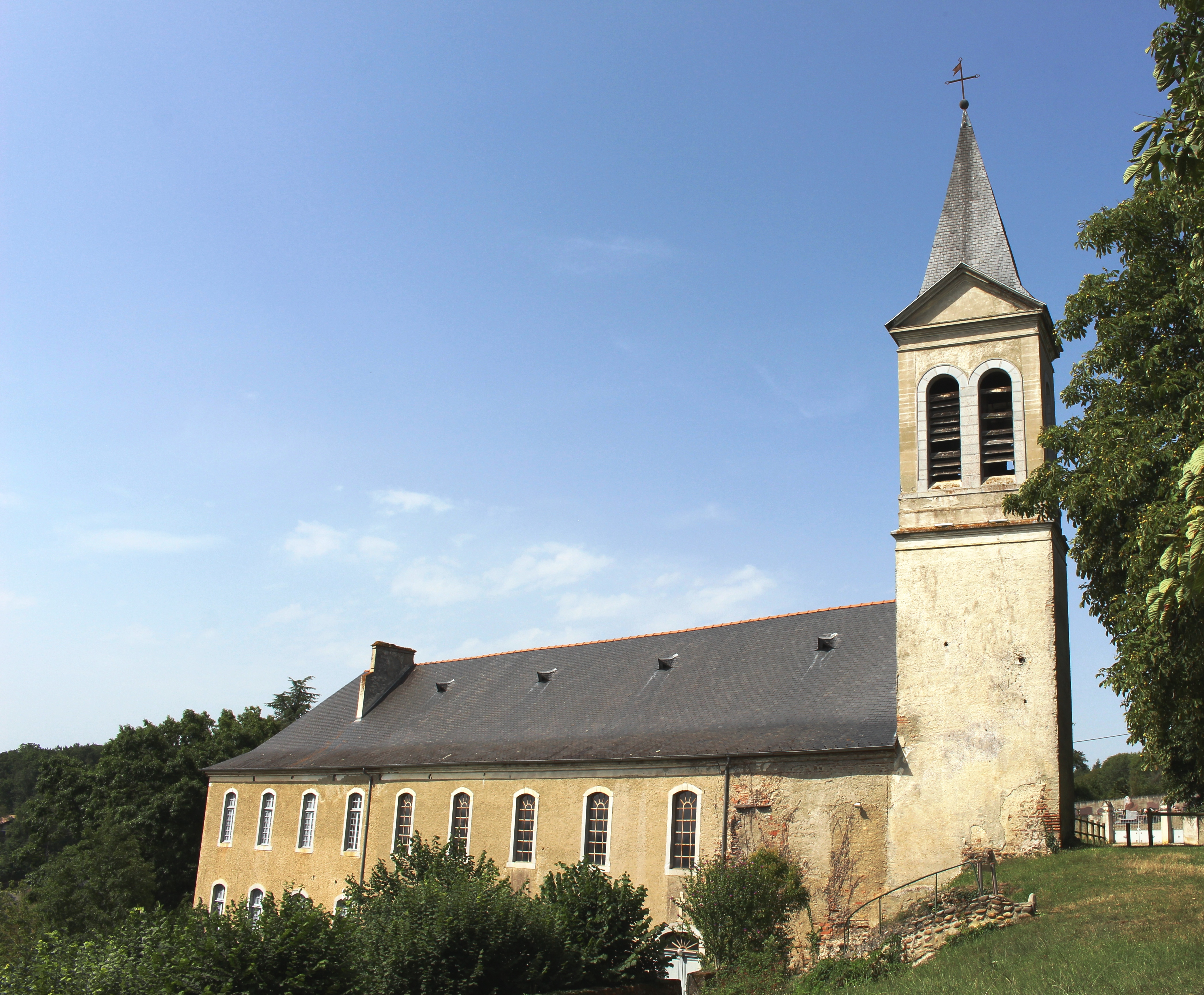
Prieuré de Saint-Lézer

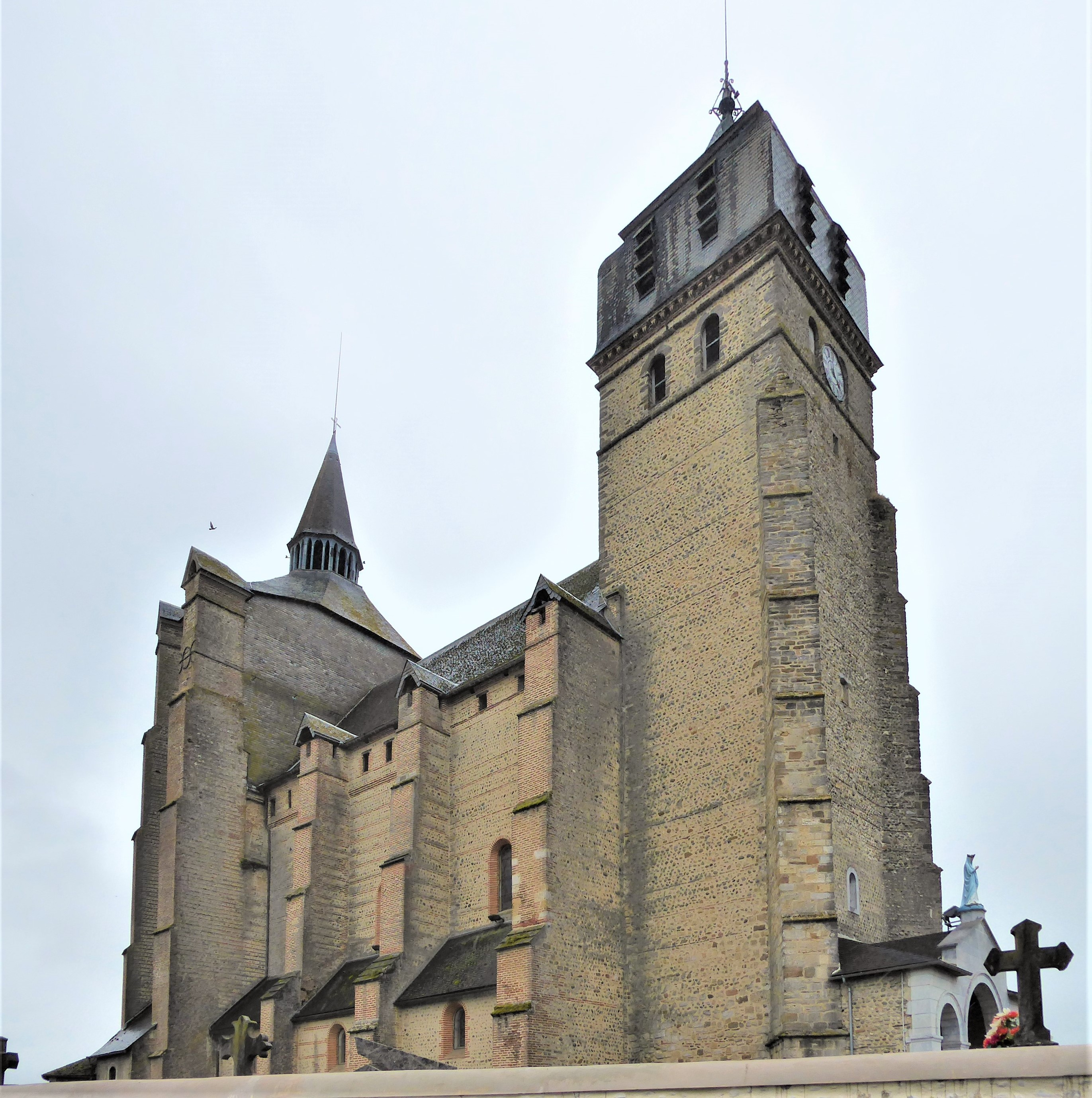
Collégiale Saint-Laurent d'Ibos

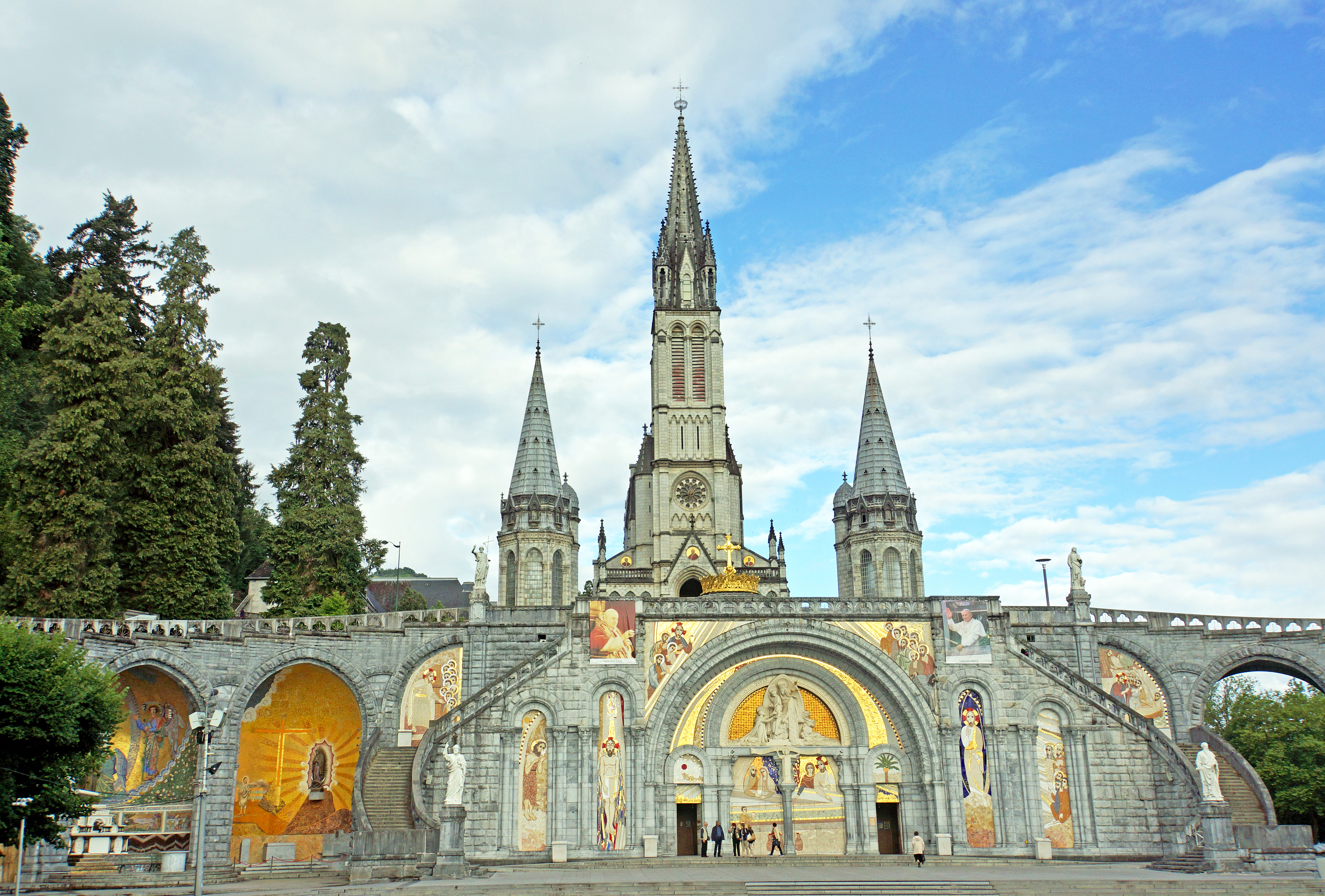
Basilique Notre-Dame-du-Rosaire de Lourdes

- Église Saint-Jean-Baptiste de Bartrès
- L'oratoire de Bernadette
- Lourdes
- Sanctuaire de Lourdes
- Église Saint-Jacques d'Ossen
- Église Saint-Pierre de Ségus

## Liaison avec d'autres sentiers

### Sentiers de grande randonnée
Sur plusieurs tronçons, le sentier de grande randonnée 101 partage son tracé avec le sentier de grande randonnée du GRP Tour du Val d'Azun, le Chemin Henri-IV et le
Chemin du piémont pyrénéen

### Sentiers promenade et randonnée
Le GRP fait le lien avec de nombreux sentiers de randonnée et sentiers de découverte :
- Les sentiers de découverte dans la vallée de Batsurguère et dans le val d'Azun.

## Galerie d'images

Sélection de vues diverses
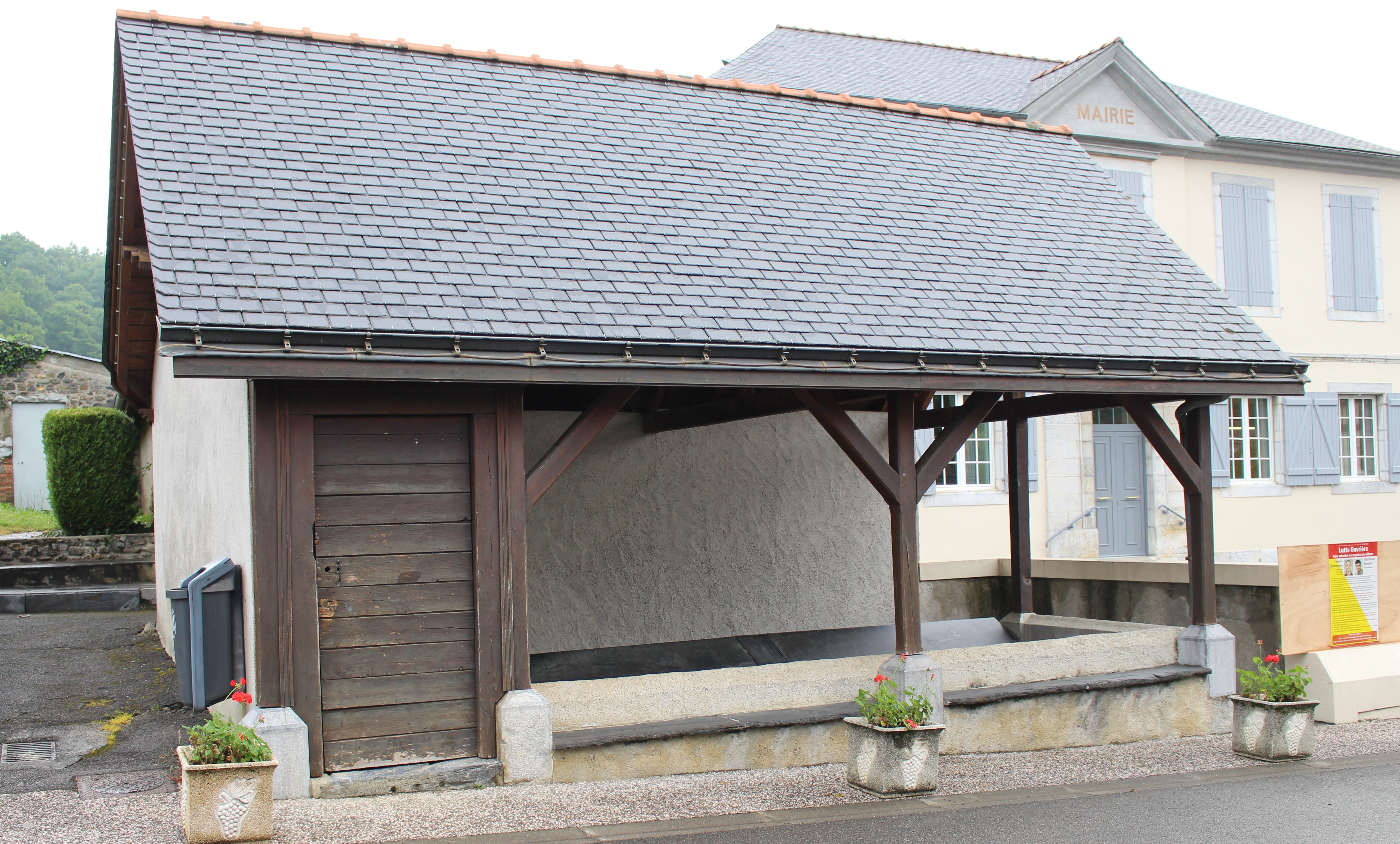
Lavoir de Bartrès
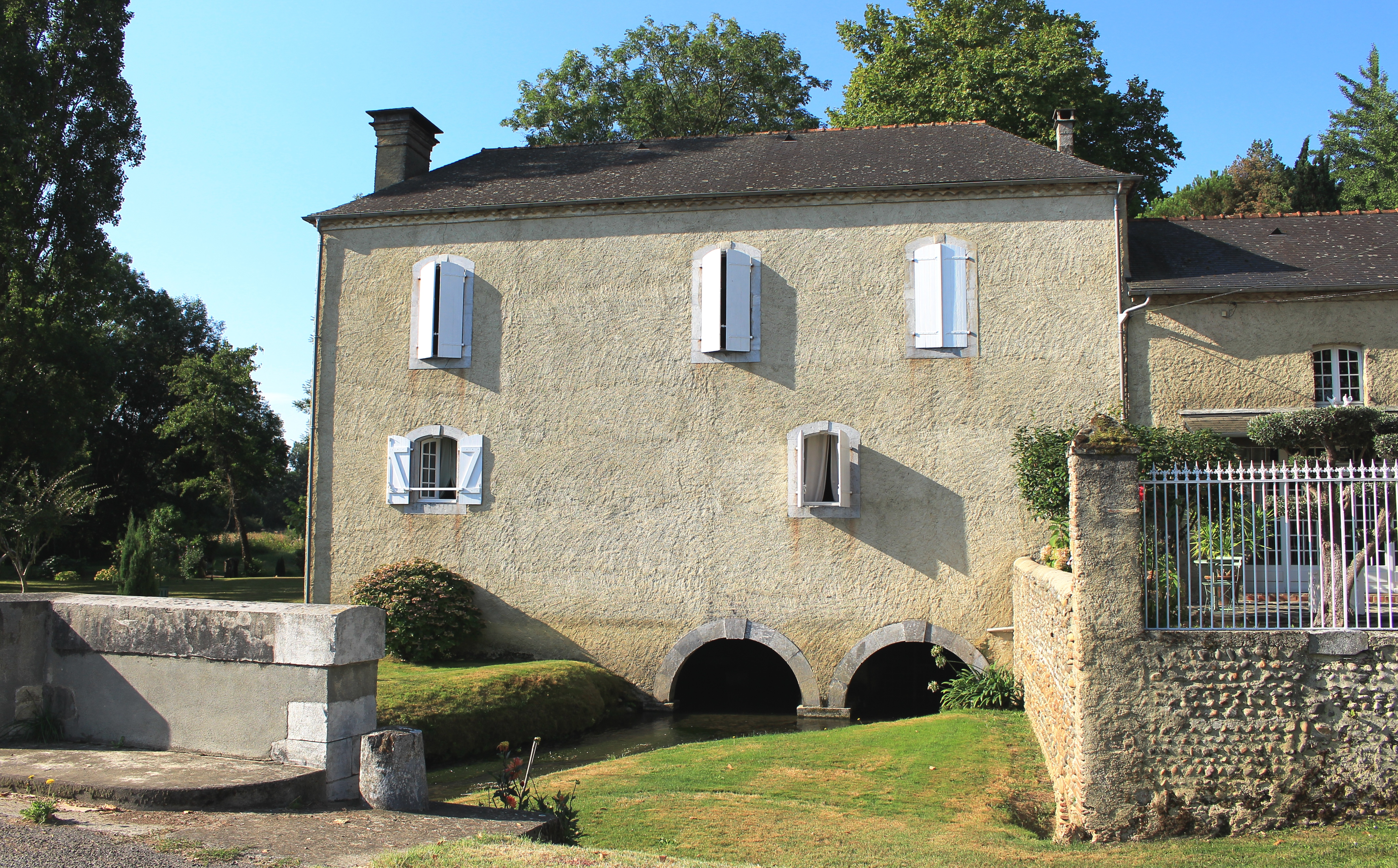
Moulin de Larreule.
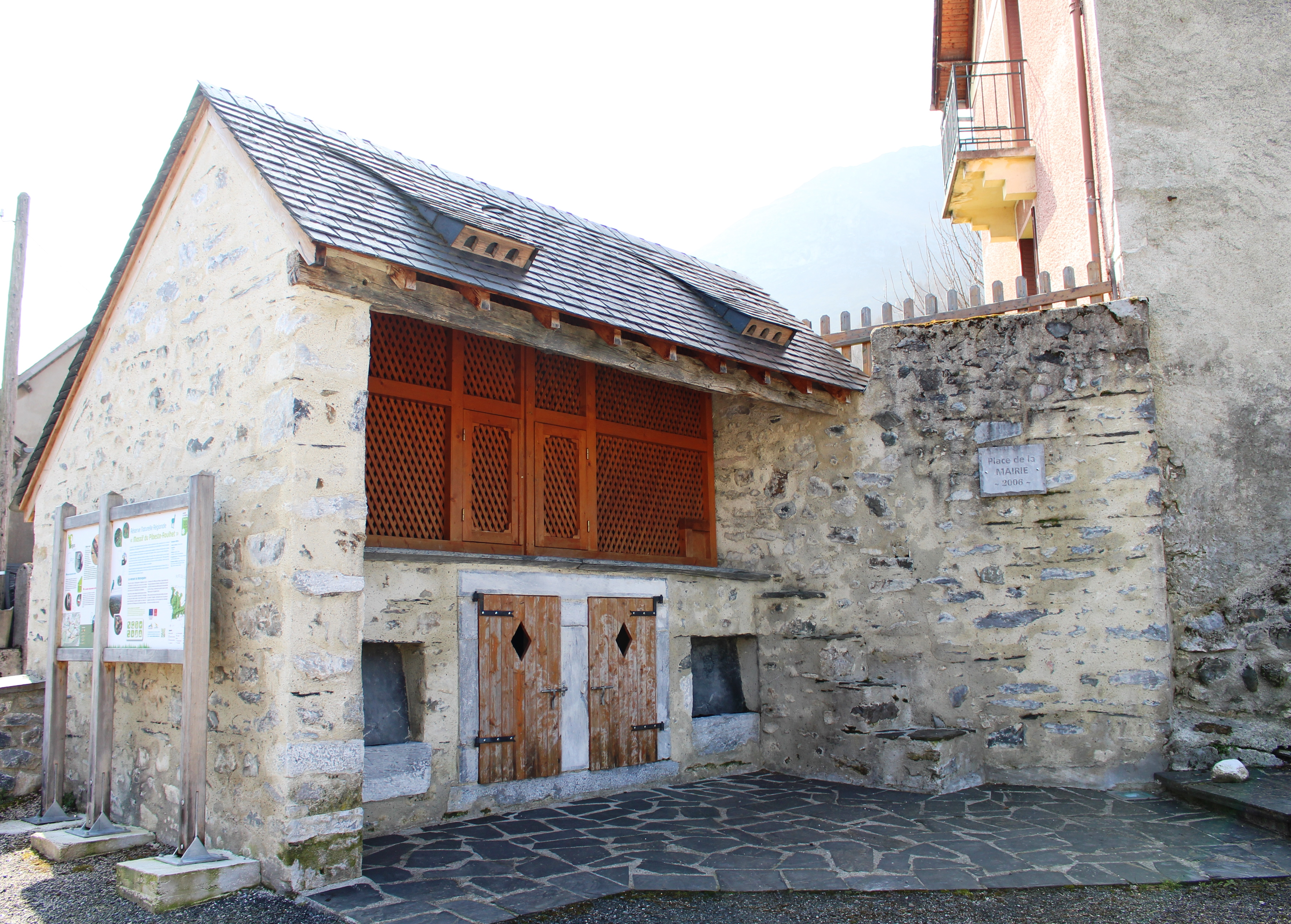
Pigeonnier de Ségus.